# 南方肥螈
南方肥螈（学名：Pachytriton airobranchiatus），一种于中国广东省惠东县莲花山地区发现的两栖动物，隶属于蝾螈科肥螈属。

## 形态特征
南方肥螈雄性全长63.3～76.8毫米，雌性全长64.4～67.7毫米。头呈椭圆形，扁平，背面观呈矩形。枕部具有显著上翘凸出的上腮骨。皮肤光滑，背部有或无黑色斑点。头部、身体以及尾部背面和侧面具黑色斑点，头部腹面浅棕色，混有奶白色；腹面棕色，伴有小的不规则橘黄色斑纹；泄殖腔附近有一处不规则橘黄色斑纹。尾根部到尾端腹面具鲜亮的橘红色条纹，近尾端处有六块蓝白色斑纹。